# Démographie du Rwanda
Cet article contient des statistiques sur la démographie du Rwanda.

## Évolution de la population
|      | Population recensée | Taux de croissance annuel moyen |
| ---- | ------------------- | ------------------------------- |
| 1978 | 4 831 527           | 3,7 % (1970-1978)               |
| 1991 | 7 157 551           | 3,1 % (1978-1991)               |
| 2002 | 8 128 553           | 1,2 % (1991-2002)               |
| 2012 | 10 515 973          | 2,6 % (2002-2012)               |
| 2022 | 13 246 394          | 2,3 % (2012-2022)               |

La diminution de la population visible sur la courbe de l’évolution démographique correspond à la guerre civile et au génocide des Tutsi de 1994,. Cette estimation prend certainement en compte aussi la fuite d'un grand nombre de réfugiés hutu à l'intérieur puis à l'extérieur du pays entre 1992 et 1996.
Après ce conflit extrêmement meurtrier et le retour d'une partie des réfugiés, la croissance démographique est à nouveau très importante. Les prévisions annoncent plus de 20 millions d'habitants en 2050.

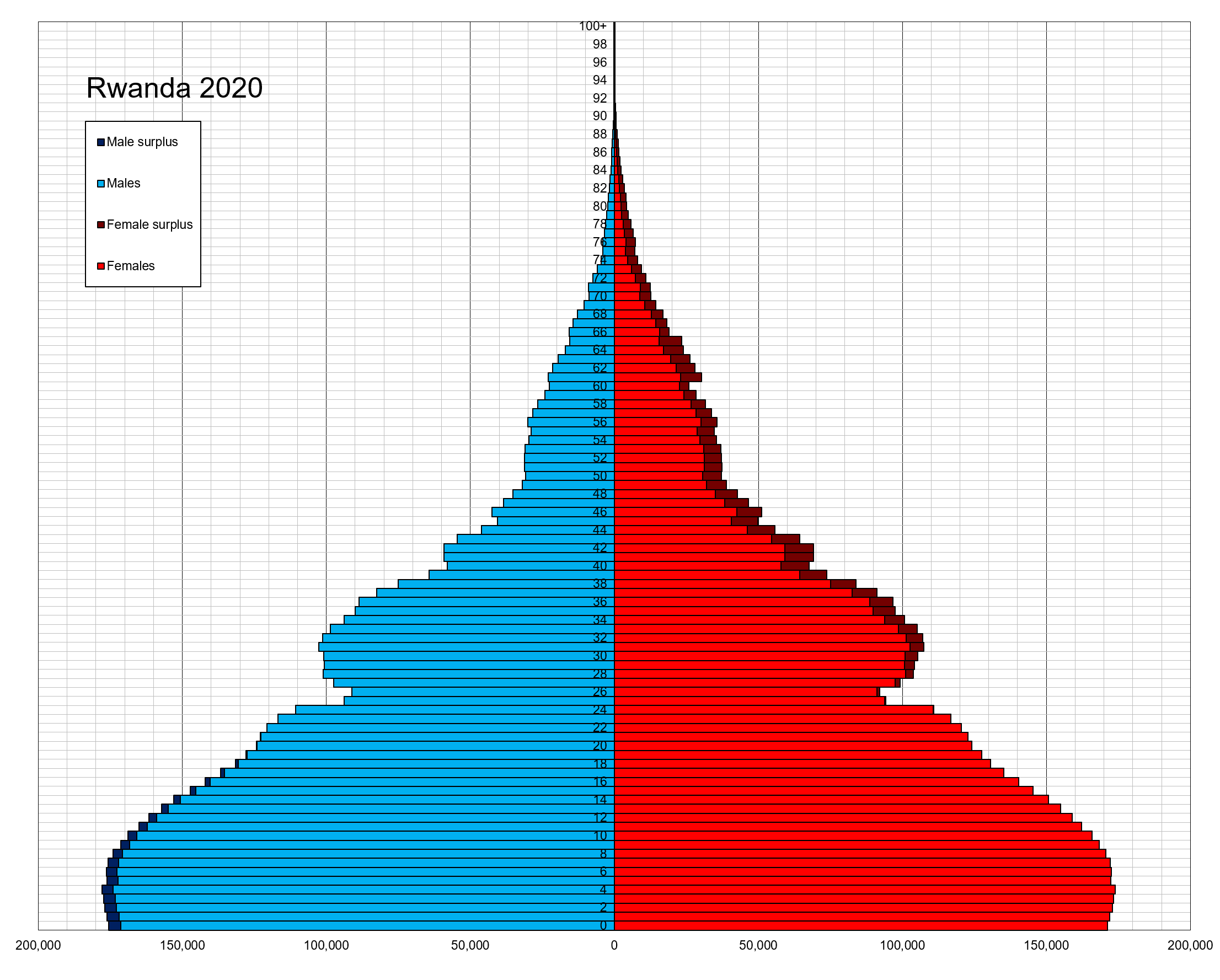
Pyramide des âges au Rwanda en 2020.

## Natalité
En 2015, le taux de fécondité au Rwanda s'élève à 4,2 enfants par femme.
En 2022, il est de 3,6 enfants par femme.
|               | 2005 | 2010 | 2015 | 2022 |
| ------------- | ---- | ---- | ---- | ---- |
| Milieu urbain | 4,9  | 3,4  | 3,6  | 3,2  |
| Milieu rural  | 6,3  | 4,8  | 4,3  | 3,8  |
| Total         | 6,1  | 4,6  | 4,2  | 3,6  |

| 1978 | 1991 | 2002 | 2012 | 2022 |
| ---- | ---- | ---- | ---- | ---- |
| 46   | 54   | 51   | 64   | 70   |

Il faut noter un bond spectaculaire de l'espérance de vie entre 2002 et 2012 qui prouve que les programmes de développement et de protection sociale ont porté leurs fruits.

## Statistiques ethniques
Les références dites « ethniques » ne sont plus reconnues par la constitution rwandaise de 2003. Voir aussi ethnisme au Rwanda.

## Réfugiés
Selon le World Refugee Survey 2008 publié par le Comité américain pour les réfugiés et les immigrants, le Rwanda abritait environ 54 200 réfugiés et demandeurs d'asile en 2007, dont 51 300 de la République démocratique du Congo (Congo-Kinshasa), plus de 2 900 du Burundi, et quelques-uns d'autres pays.

## Impact de l'exode rwandais
À la révolution de 1959, des centaines de milliers de Tutsi se sont réfugiés dans les pays voisins. Après le génocide, les exilés tutsi ont pris le chemin du retour mais plus de deux millions de réfugiés hutu ont quitté le Rwanda. Beaucoup d'entre eux vont revenir au cours des années suivantes, mais il est impossible de savoir combien ont disparu.

## Bilan du génocide
L'ONU estime à 800 000 le nombre de victimes du génocide des Tutsi. Human Rights Watch parle d'au moins un demi-million de morts pour le génocide, mais mentionne aussi les crimes du FPR : des dizaines de milliers en 1994, puis dans les attaques contre les camps de réfugiés au Zaïre ou dans les combats pendant la première guerre du Congo.
Le gouvernement rwandais aurait effectué un décompte des rescapés pour évaluer le nombre de personnes à indemniser. Les rescapés seraient de l'ordre de 367 000 personnes.
Enfin le gouvernement rwandais estime à plus d'un million le nombre de victimes du génocide en 1994. Mais il ne donne pas d'études distinguant le nombre de morts victimes du génocide et ceux qui furent victimes de la guerre civile (combats entre l'APR et les FAR), voire de massacres attribués par certains auteurs à l'APR.
Filip Reyntjens avance dans son livre qui ne fait pas l'unanimité un chiffre inférieur à 600 000. Son étude repose sur un double postulat : en 1994 les Tutsi de l'intérieur représentaient 10 % de la population et 75 % d'entre eux auraient été tués. Ce postulat est établi sur le quota de Tutsi admis dans l'enseignement par les Républiques Hutus d'avant 1994. Mais il est généralement admis que ces quotas étaient volontairement sous-évalués et que les Tutsi représentaient 15 % voire 20 % de la population. Le chiffre de 75 % de Tutsi tués, n'est pas non plus établi de façon certaine.
Marijke Verpoorten évalue le bilan du génocide entre 600 000 et 800 000 morts en analysant les données sur la préfecture de Gikongoro. Mais la suppression du comptage ethnique au recensement de 2002 complique toutes les études statistiques.

## Risques liés à la pression démographique

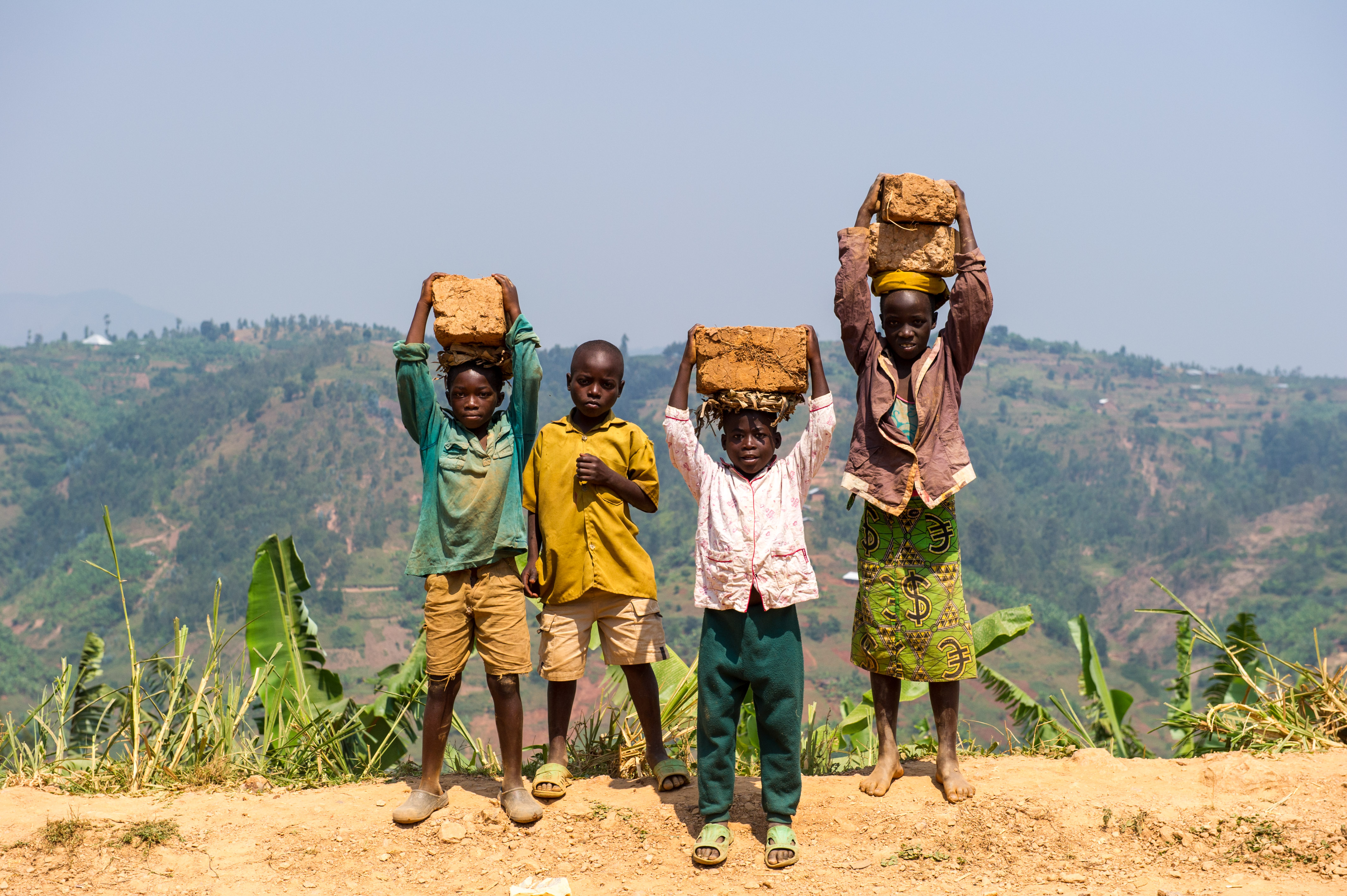
Enfants transportant des charges près du lac Kivu.

Dans ce pays densément peuplé (plus de 400 habitants au kilomètre carré), le plus densément peuplé d'Afrique centrale, et dont les trois quarts de la population vivent de l'agriculture, l'accroissement rapide de la population peut mener à la surpopulation, un facteur de conflits dans plusieurs pays africains,. En 2014, alors que trois habitants sur cinq ont moins de 25 ans et que l'âge moyen de la population est de 19 ans, il ne reste pratiquement plus aucune terre en friche. Avec ce taux de natalité qui demeure élevé, les Nations unies prévoient qu’en l’absence d'une hausse significative de l'émigration, la densité devrait doubler d’ici à 2050. Le pays doit déjà importer des denrées alimentaires. Cette pression démographique liée à la rareté des ressources est susceptible dans le futur d'exacerber à nouveau les tensions entre ethnies, religions ou régions. Les inégalités entre riches et pauvres, entre villes et campagnes se seraient creusées.
Néanmoins l'extrême pauvreté a reculé ces vingt dernières années grâce à une forte croissance économique, si bien que le Rwanda est même considéré aujourd'hui par certains observateurs comme un pays modèle en Afrique dans le domaine notamment de l'éducation, des infrastructures, de l'égalité homme-femme, de la lutte contre la corruption, des nouvelles technologies.
Une politique de planification familiale a aussi été mise en œuvre pour réduire la natalité. Ainsi le Rwanda pourrait s'approcher du dividende démographique.